# Private mobile radiocommunications
Pour les articles homonymes, voir PMR.

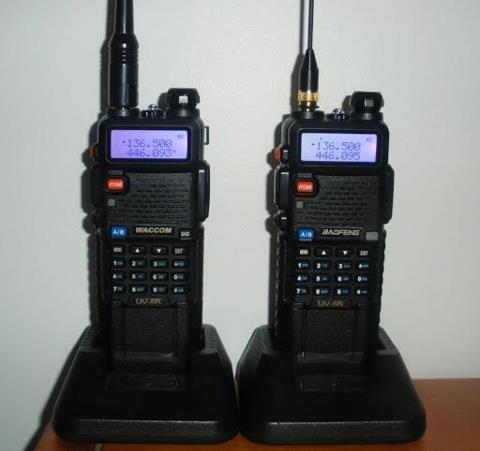
Deux radios PMR

Le terme Private Mobile Radio (PMR) signifie « Radio Mobile Privée » (au sens de « personnelle »). C'est un système de communication mobile par ondes radio utilisé sur une courte ou moyenne distance, à usage professionnel ou privé. Le talkie-walkie, inventé en 1943 par Motorola, en est le précurseur.
Il est notamment utilisé dans des milieux professionnels par des services de sécurité (armées, polices, samu, pompiers), les entreprises de bâtiments et travaux publics, et l'industrie, mais il est également accessible aux particuliers et peut constituer un bon moyen de communication à l'échelle locale.
L'avantage d'un système PMR par rapport au GSM est la diffusion de groupe : un message peut être diffusé à plusieurs postes simultanément. L'inconvénient reste la faible confidentialité des informations échangées.
Si la diffusion est en analogique, depuis quelques années, plusieurs réseaux PMR professionnels migrent sur des systèmes numériques. 
Un PMR peut se composer de :
- stations fixes, alimentées par le courant du secteur ; c'est notamment le cas des postes de commandement (PC) et des postes de régulation (par exemple en France les CRRA et CTA) ;
- postes « mobiles », installé sur des véhicules et alimentés par la batterie du véhicule ;
- des postes « portatifs », portables à la main et ayant une alimentation autonome (batterie) : les talkie-walkie ;
- le cas échéant, des stations relais.

## Exemples
- Acropol pour la police nationale.
- Antares pour la sécurité civile
- TETRA pour les entreprises
- PMR446 pour les particuliers et les professionnels en Europe, sans licence
- RUBIS pour la gendarmerie
- VHF SMDSM
- Canal E (VHF)
- UHF marine pour les professionnels à bord d'un navire de commerce
- KDR 444 en Suède et en Norvège
- Système radioélectrique du service mobile terrestre